# Lisbeth Grolitsch
Lisbeth Grolitsch (* 8. August 1922; † 13. Juli 2017) war eine deutsche Publizistin und führende Vertreterin neonazistischer und völkischer Ideologie. Grolitsch war bis 1945 Gau-Unterführerin des Bund Deutscher Mädel (BDM). Nach Kriegsende war sie Mitgründerin zahlreicher rechtsextremer Organisationen, die mit Ausnahme der 1992 verbotenen Nationalistischen Front und der 1994 verbotenen Wiking-Jugend vereinsrechtlich noch bestehen, darunter die Berliner Kulturgemeinschaft Preußen e.V., das Deutsche Kulturwerk Österreich, die Deutsche Kulturgemeinschaft und der Freundeskreis Ulrich von Hutten. In den beiden letztgenannten war sie Vereinsvorsitzende. Grolitsch wird als eine der drei einflussreichsten Frauen im österreichischen Neofaschismus betrachtet.

## Leben
1983 gründete sie gemeinsam mit dem zwischen 1952 und 1994 sechsmal rechtskräftig wegen Volksverhetzung verurteilten Holocaustleugner Otto Ernst Remer den bis heute aktiven Freundeskreis Ulrich von Hutten. Dessen Sprachrohr ist die Zeitschrift Huttenbriefe (zur rechtlichen Bedeutung der Positionen Grolitschs und Remers siehe auch Remer-Prozess).
Nach seinem ersten Prozess im Jahr 1952 folgten fünf weitere gegen Remer, einer Haftstrafe entzog er sich durch Auswanderung nach Spanien. Die Zeitschrift wurde nach Remers Tod im Jahre 1997 von Grolitsch herausgegeben, der Verlagssitz in Deutschland ist Stockstadt am Main und für Österreich (Hauptsitz der Schriftleitung) Graz.
In den Huttenbriefen publizierte der Völkerrechtler Hans Werner Bracht und vertrat im Mai 2006 (postum) die These, dass Adolf Hitler am Zweiten Weltkrieg nur eine Teilschuld hatte und das Deutsche Reich völkerrechtlich noch in den Grenzen vor 1945 bestehe. Auch die mehrfach wegen Volksverhetzung verurteilten Juristen Horst Mahler und Jürgen Rieger haben in den von Grolitsch herausgegebenen Zeitschriften veröffentlicht. Ein weiterer regelmäßiger Autor ist der mehrfach in Österreich wegen Wiederbetätigung rechtskräftig verurteilte Herbert Schweiger. Ebenfalls regelmäßig erscheinen Beiträge des österreichischen Publizisten und Altnazis Lothar Greil.
Der Berliner Dirigent Rolf Reuter geriet kurz vor seinem Tod in öffentliche Kritik, da er am 13. Mai 2006 gemeinsam mit Grolitsch einen „Singleiterkurs“ des Freundeskreises Ulrich von Hutten eröffnete und Vorträge vor dieser Organisation hielt. Reuter distanzierte sich auf öffentlichen Druck vom Gedankengut der Organisation. Einer Forderung des Berliner SPD-Politikers Tom Schreiber, einem Mitglied des Abgeordnetenhauses von Berlin, dem Dirigenten das Bundesverdienstkreuz abzuerkennen, wurde seitens des Bundespräsidialamtes nicht stattgegeben. Durch Reuters umstrittene Vorträge vor dem Freundeskreis Ulrich von Hutten „Das deutsche Volkslied als Mutterboden der Hochkultur“ und „Anton Bruckner und die deutsche Volksseele“ kam die bereits 1983 gegründete Organisation von Grolitsch erneut in den Blickpunkt des öffentlichen Interesses.
Grolitsch hat zahlreiche Artikel und Bücher veröffentlicht, die alle in ihren eigenen Verlagen erschienen sind. Eine Zusammenfassung ihres Gedankengutes findet sich in dem in ihrem Buch- und Zeitschriftenverlag Huttenbriefe in Graz erschienenen Buch Notwende. Dieser Band ist vor allem ein Neuabdruck alter Texte aus den Huttenbriefen, hervorstechend ist die ungetrübte Hitlerverehrung in den Aufsätzen, wie das Dokumentationsarchiv des österreichischen Widerstandes anmerkt.

## Schriften
- Frauentum gestern und morgen. Selbstverlag, Graz 1975 (Sonderdruck aus den Klüter Blättern des Deutschen Kulturwerks Europäischen Geistes).
- Kultur. Anpassungsleistung zu höherer Lebensordnung. Deutsche Kulturgemeinschaft, Graz 1982 (2., erw. Aufl. 1995).
- Notwende. Aufsätze, Reden und Schriften; im Kampf um eine neue Ordnung in Kultur, Geschichte und Politik aus lebensgesetzlichem Denken. Deutsche Kulturgemeinschaft, Graz [um 2002] (372 S.).
- Und dennoch: das Volk. Aussprüche. Deutsche Kulturgemeinschaft, Graz 2003.